# Bundesregierung Schober II
Die Bundesregierung Schober II (27. Jänner–31. Mai 1922) folgte, am 27. Jänner 1922 vom Nationalrat mit 80 von 152 Stimmen gewählt, der Bundesregierung Schober I, einem Beamtenkabinett mit christlichsozialer und großdeutscher Unterstützung, nach und amtierte bis 31. Mai 1922, nach ihrem Rücktritt am 30. Mai von Bundespräsident Michael Hainisch mit der Fortführung der Geschäfte beauftragt.
Das Kabinett Schober II wurde von den Großdeutschen nicht gewählt, weil Schober, wie Abg. Felix Frank vor der Wahl erklärte, mit der Tschechoslowakei den Vertrag von Lana  (gegenseitige Anerkennung der Staatsgrenzen zu Lasten der Sudetendeutschen) abgeschlossen habe, ohne vorher mit seiner Partei auch nur darüber zu reden. Ansonsten wies das Kabinett Schober II wenig Änderungen zum vorigen auf. Die Sozialdemokraten befanden sich in Opposition.
Nachfolgerin dieses Kabinetts war die Bundesregierung Seipel I.
| Bundesminister (für)                                                                           | Amtsinhaber       | Partei                      |
| ---------------------------------------------------------------------------------------------- | ----------------- | --------------------------- |
| Bundeskanzler, mit der Leitung des Bundesministeriums für Inneres und Unterricht betraut       | Johann Schober    | (Polizeipräsident von Wien) |
| Vizekanzler, im Bundesministerium für Inneres betraut mit Unterricht und Kultus                | Walter Breisky    | CSP                         |
| Land- und Forstwirtschaft, betraut mit dem Bundesministerium für Äußeres                       | Leopold Hennet    |                             |
| Finanzen                                                                                       | Alfred Gürtler    |                             |
| Heereswesen                                                                                    | Josef Wächter     | (Generalmajor)              |
| Handel und Gewerbe, Industrie und Bauten, betraut mit dem Bundesministerium für Volksernährung | Alfred Grünberger |                             |
| Justiz                                                                                         | Rudolf Paltauf    |                             |
| Verkehrswesen                                                                                  | Walter Rodler     |                             |
| soziale Verwaltung                                                                             | Franz Pauer       |                             |